# كفر الجمالة
كفر الجمالة إحدى قرى مركز الشهداء التابع لمحافظة المنوفية في جمهورية مصر العربية.

## السكان
بلغ عدد سكان كفر الجمالة 1,301 نسمة، حسب الإحصاء الرسمي لعام 2006.